# 永河畔栋皮埃尔
永河畔栋皮埃尔（法語：Dompierre-sur-Yon，法語發音：[dɔ̃pjɛʁ syʁ jɔ̃]）是法国卢瓦尔河地区大区旺代省的一个市镇，位于该省中部偏北，属于永河畔拉罗什区。

## 地理
永河畔栋皮埃尔（46°44'15"N, 1°23'7"W）面积33.6 平方千米，位于法国卢瓦尔河地区大区旺代省，该省份为法国西部沿海省份，北起大西洋卢瓦尔省和曼恩-卢瓦尔省，西临大西洋，南至滨海夏朗德省，东部及东南部与德塞夫勒省接壤。
与永河畔栋皮埃尔接壤的市镇（或旧市镇、城区）包括：贝尔维尼、绍谢、拉费里耶尔、拉梅拉蒂耶尔、穆耶龙勒卡普蒂夫、维河畔勒普瓦雷、永河畔拉罗什、圣但尼拉舍瓦斯、埃萨尔昂博卡日。

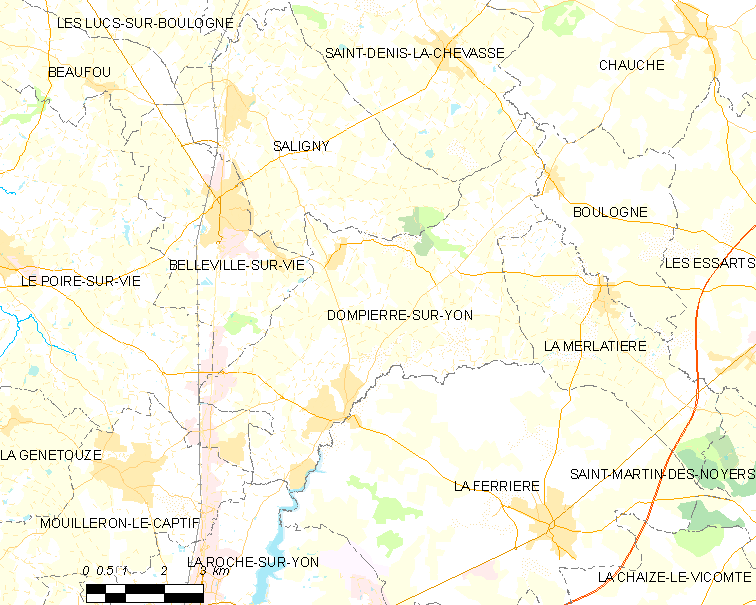
永河畔栋皮埃尔的OSM定位图

永河畔栋皮埃尔的时区为UTC+01:00、UTC+02:00（夏令时）。

## 行政
永河畔栋皮埃尔的邮政编码为85170，INSEE市镇编码为85081。

## 政治
永河畔栋皮埃尔所属的省级选区为永河畔拉罗什第一县。

## 人口

1962-2008年间永河畔栋皮埃尔人口变化图示

永河畔栋皮埃尔于2022年1月1日时的人口数量为4535人。